# Faten Hammami
Pour les articles homonymes, voir Hammami.
Faten Hammami, née le 15 mai 1998, est une lutteuse tunisienne.

## Carrière
Faten Hammami est médaillée d'argent dans la catégorie des moins de 55 kg aux championnats d'Afrique 2018 à Port Harcourt.
Elle est médaillée d'argent dans la catégorie des moins de 57 kg aux championnats d'Afrique 2023 à Hammamet puis aux Jeux de la Francophonie de 2023 à Kinshasa.

## Palmarès
| Année | Compétition                    | Lieu          | Résultat | Catégorie |
| ----- | ------------------------------ | ------------- | -------- | --------- |
| 2015  | Championnats d'Afrique cadets  | Alexandrie    | 1re      | - 56 kg   |
| 2016  | Championnats d'Afrique juniors | Alger         | 2e       | - 51 kg   |
| 2018  | Championnats d'Afrique juniors | Port Harcourt | 2e       | - 55 kg   |
| 2018  | Championnats d'Afrique         | Port Harcourt | 2e       | - 55 kg   |
| 2019  | Championnats d'Afrique         | Hammamet      | 1re      | - 55 kg   |
| 2019  | Jeux africains                 | Rabat         | 3e       | - 53 kg   |
| 2022  | Championnats d'Afrique         | El Jadida     | 2e       | - 55 kg   |
| 2023  | Championnats d'Afrique         | Hammamet      | 2e       | - 57 kg   |
| 2023  | Jeux de la Francophonie        | Kinshasa      | 2e       | - 57 kg   |
| 2024  | Championnats d'Afrique         | Alexandrie    | 3e       | - 57 kg   |